# Großer Moskauer Staatszirkus

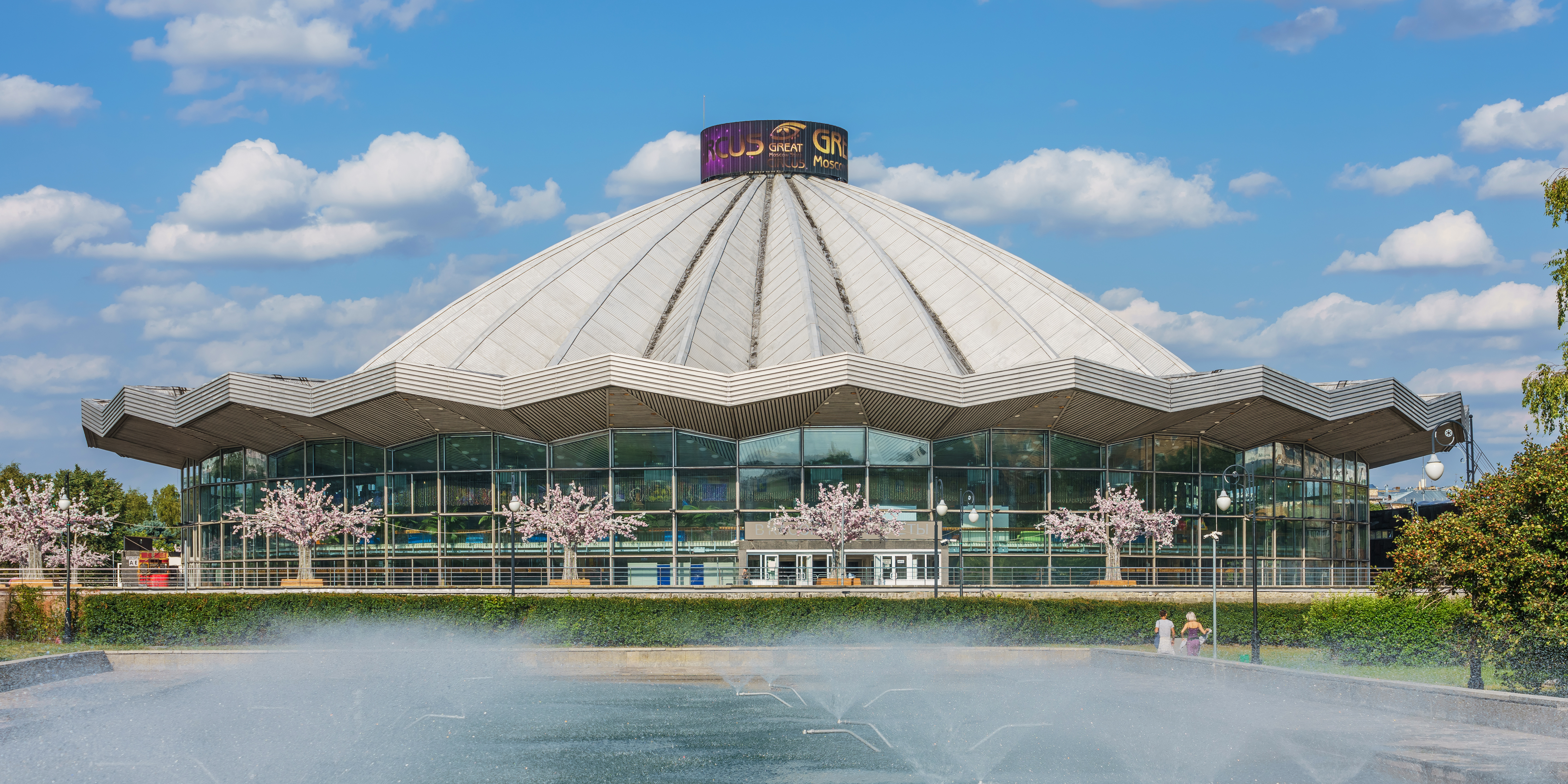
Das Zirkusgebäude

Aufführung im Jahre 1980

Der Große Moskauer Staatszirkus (russisch Большой Московский Государственный цирк) ist neben dem Nikulin-Zirkus einer der beiden stationären Zirkusse in Moskau. Er befindet sich auf dem Wernadski-Prospekt im Stadtteil Gagarinski, in der Nähe des Hauptcampus der Lomonossow-Universität sowie der U-Bahn-Station Uniwersitet.

## Beschreibung
Der Zirkus gilt als der größte stationäre Zirkus weltweit. Seine Veranstaltungshalle umfasst 3400 Zuschauerplätze mit 23 Reihen, die nach Art eines Amphitheaters auf insgesamt 36 Metern Höhe angeordnet sind. Der Große Moskauer Staatszirkus beschäftigt mehrere Hundert Künstler. Er veranstaltet gelegentlich auch Gastspiele im Ausland, wo er als „Großer Russischer Staatszirkus“ auftritt. Eine bekannte Clownin, die an dem Zirkus tätig war, ist die in Deutschland lebende Artistin Antoschka.
Das Zirkusgebäude wurde bis zum Jahr 1971 erbaut und am 30. April des gleichen Jahres eröffnet. Architekten waren J. Belopolski, J. Wulich und S. Feoktisow. Während des Umbaus des alten Nikulin-Zirkus von 1985 bis 1989 war der Staatszirkus die einzige Schauspielstätte dieser Art in Moskau.
Zu Sowjetzeiten war der Zirkus gemeinhin auch als „Zirkus auf den Leninbergen“ (Цирк на Ленинских горах) bekannt.